# Sófia Peróvskaia
Sófia Lvovna Peróvskaia, rus: Со́фья Льво́вна Перо́вская (13 de setembre [C.J. 1 de setembre] de 1853 Sant Petersburg-15 d'abril [C.J. 1 de setembre] de 1881 Sant Petersburg), fou una revolucionària russa, membre de l'organització terrorista revolucionària "Naródnaia Vólia". Va ajudar a organitzar l'assassinat d'Alexandre II. Detinguda poc després, va ser condemnada a mort juntament amb altres conspiradors.

### Infància i educació

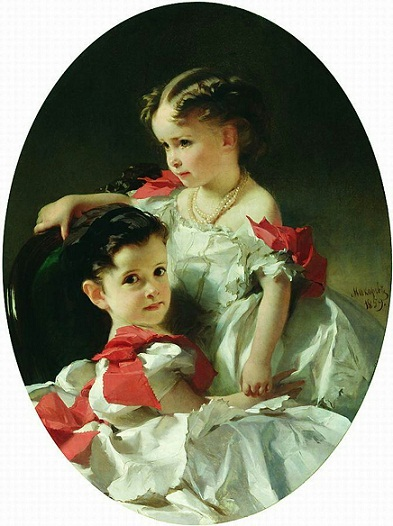
Maria i Sófia

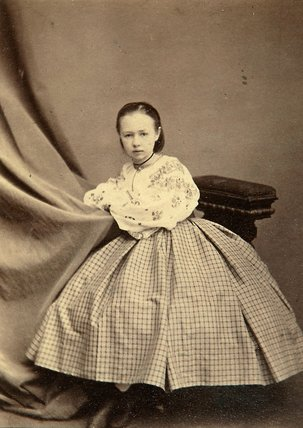
Sófia a l'edat de deu anys

Sófia Peróvskaia va néixer en una família aristocràtica descendent dels Razumovski. El seu pare, Lev Nikolàievitx Perovski, havia sigut governador militar de Sant Petersburg; el seu avi, Nikolai Perovski era Ministre de l'Interior, mentre que el seu besavi fou el comte Aleksei Razumovski.
La seva mare, Vàrvara Stepànovna Vesselóvskaia (1821-1904), va tenir quatre fills: Nikolai (1845-1915), Maria (nascuda el 1847, que es va casar amb M.Zagorski), Vassili (1849-1941) i Sófia (1853-81). Va passar els seus primers anys a Crimea, on la seva educació va ser en gran part descurada, però on va començar a llegir llibres seriosos per si mateixa. El 1865, Sófia Peróvskaia i la seva mare es van establir a Ginebra, a casa del seu oncle Piotr Nikolàievitx Perovski, germà menor del seu pare i cònsol de Rússia. Piotr estava greument malalt.
Amb el nou nomenament de son pare a Sant Petersburg, tota la família s'hi va traslladar de nou. Peróvskaia va entrar a la Universitat Alartxinski per a la Dona el 1869. Aquí es va fer amiga de diverses noies que estaven interessades pel moviment radical. A finals de 1870, després d'haver rebutjat la demanda del seu pare de deixar de conèixer "personalitats dubtoses", va deixar casa seva als 17 anys.

### Edat adulta i militància
El 1871-72, juntament amb aquests amics, es va unir al Cercle de Txaikovski. El 1872-1873 i el 1874-1877, va treballar a les gubèrnies de Samara, Tver i Simbirsk. Durant aquest període, va rebre diplomes com a professora i assistenta mèdica.
Un prominent membre del Cercle de Txaikovski, Piotr Kropotkin, va dir el següent sobre Peróvskaia:
| « | En les seves concepcions morals era "rigorista", però no menys en el tipus predicador del sermó. Peróvskaia era una "populista" al fons del seu cor, i al mateix temps una revolucionària, una lluitadora de l'acer més veritable. Ella em va dir una vegada: "Hem començat molt bé. Dues generacions, potser, sucumbiran en la tasca, i tot i així s'ha de fer". | » |

Va començar a fer campanyes i participar en esdeveniments de vegades prohibits. Finalment, al començament de l'any 1874, va ser arrestada i empresonada a la fortalesa de Pere i Pau de Sant Petersburg. Fou jutjada en el procés dels 193, però va ser alliberada sota fiança per intervenció de son pare.

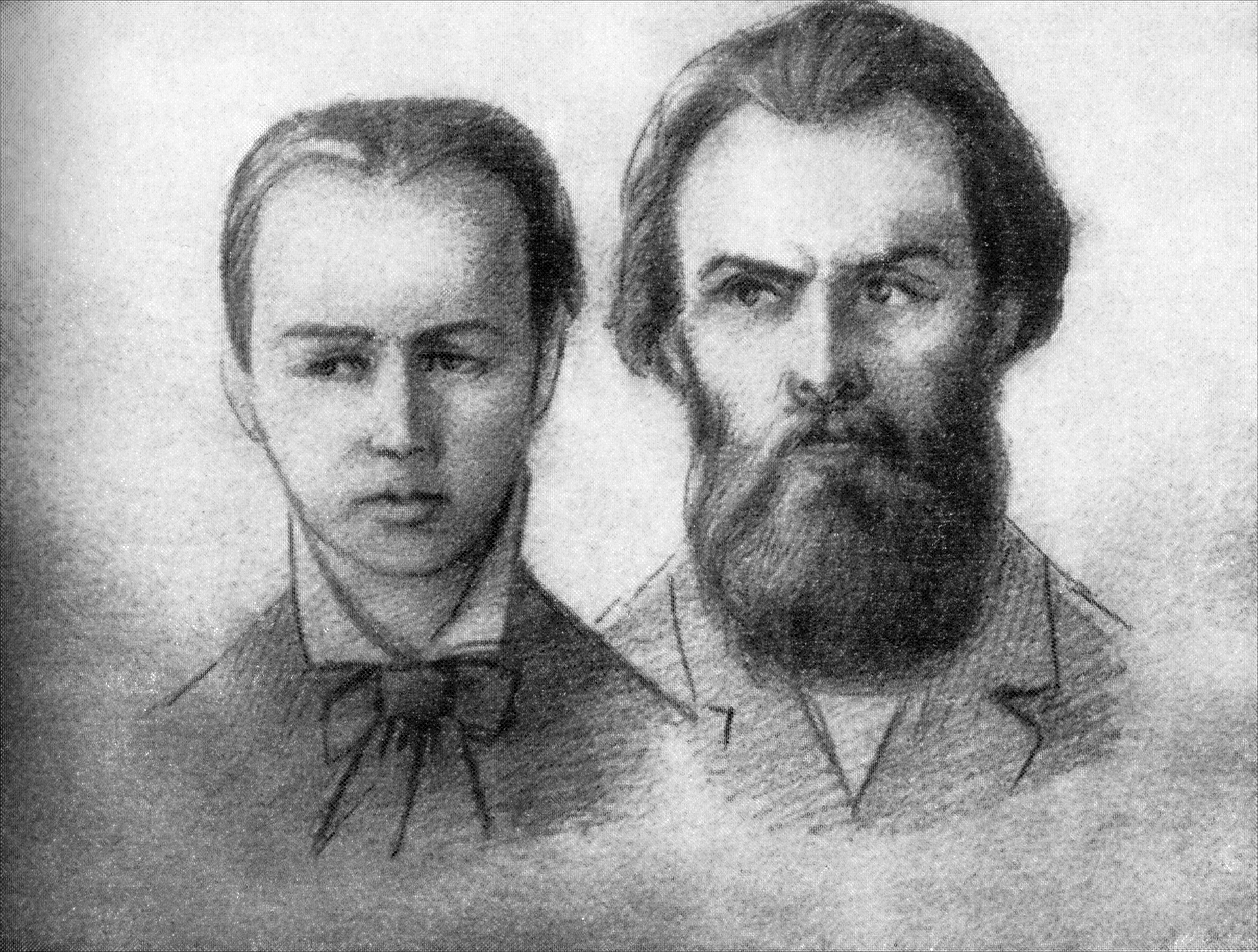
Sofia Peróvskaia i Andrei Jeliàbov

Durant l'estiu del 1878, es va unir al moviment Zemlià i Vólia ('Terra i llibertat'), però va ser arrestada de nou i desterrada a la regió de Saràtov. Va aconseguir escapar i va passar a la clandestinitat.
En tant que membre de Zemlià i Vólia, Sofia Peróvskaia va anar a Khàrkiv per organitzar l'alliberament de presos polítics de la presó central. A la tardor de 1879 es va convertir en membre del Comitè executiu de Zemlià i Vólia. Sófia Peróvskaia va participar activament en la propaganda amb estudiants, soldats i treballadors. Va participar en la publicació del Butlletí del treballador, rus: Рабочей газеты Rabotxei gazeti, i va mantenir vincles amb presos polítics a Sant Petersburg. El novembre de 1879, va participar en un intent de volar el tren imperial en el seu camí de Sant Petersburg a Moscou. La temptativa d'atemptat va fracassar. En tornar a Sant Petersburg, es va unir a l'organització Naródnaia Vólia i amb el que seria el seu company, Andrei Jeliàbov.

### Atemptats i condemna

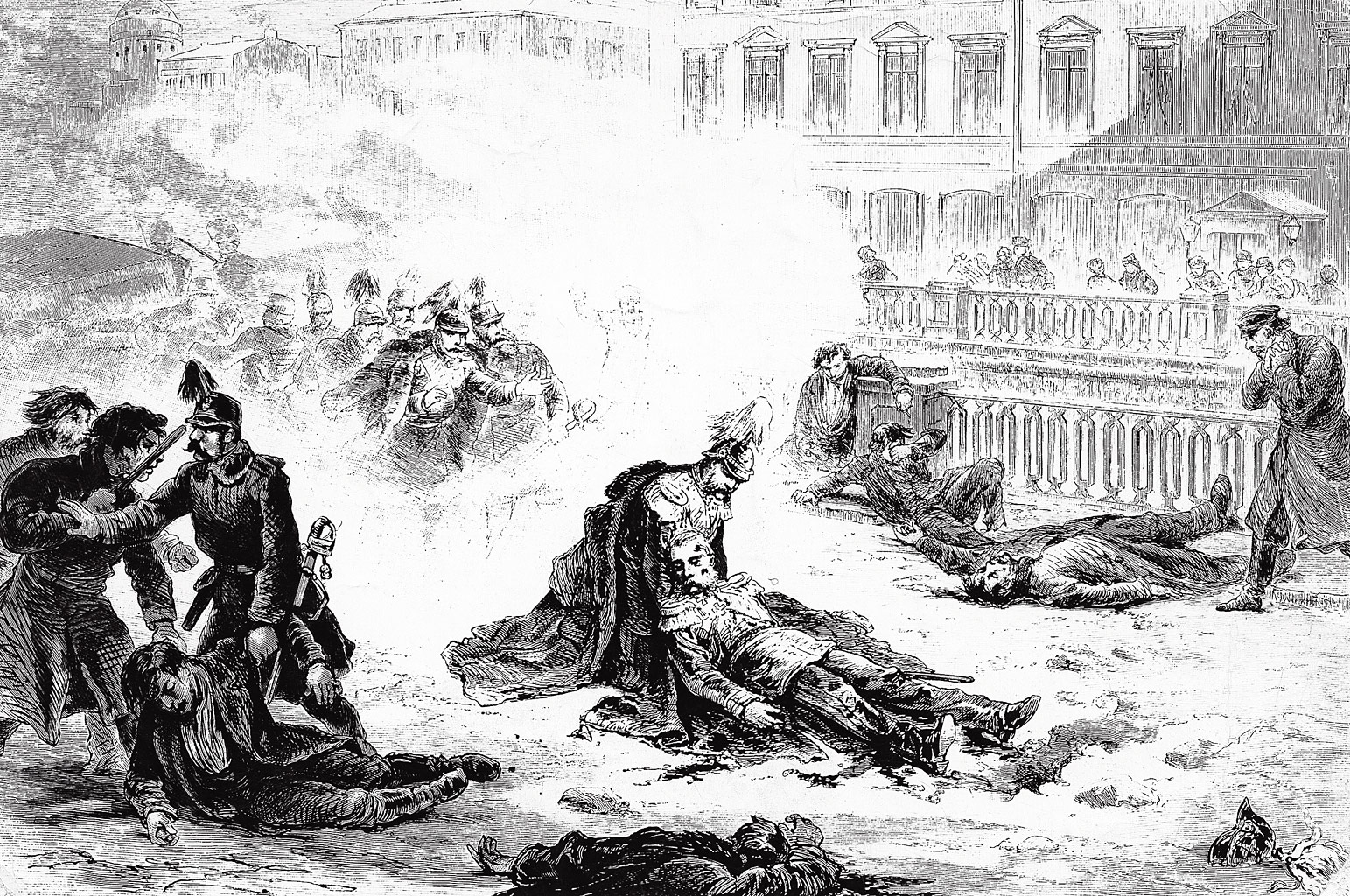
Representació de l'atemptat que matà Alexandre II el 13 de març del 1881

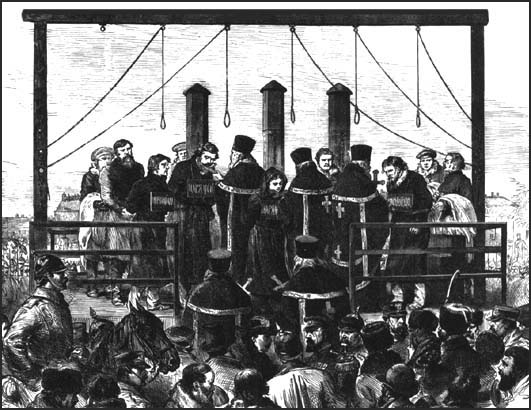
Penjament públic de Sofia Peróvskaia

Sofia Perovskaïa participa en la preparació d'altres atemptats antitsaristes, especialment en el fallit tiroteig contra Alexandre II de Rússia a Moscou el novembre del 1879, o el que fracassà a Odessa a la primavera del 1880.
Finalment, en absència del seu company, Andrei Jeliàbov, que acabava de ser detingut, va dirigir l'organització de l'atac de l'1 de març de 1881 (13 de març de 1881 en el calendari gregorià, que va costar la vida d'Alexandre II. Sofia Peróvskaia va ser arrestada el 10 de març de 1881 (22 de març de 1881 en el calendari gregorià) i condemnada a mort. El 3 d'abril de 1881, Sofia, juntament amb Jeliàbov, Nikolai Kibàltxitx, Timofei Mikhailov i Nikolai Risakov, va ser penjada al pati d'armes del regiment Semionovski. Tots ells són coneguts amb el nom de Pervomartovtsi (Els del 1er de març).
Sófia Lvovna Peróvskaia fou la primera dona russa penjada per motius polítics. El corresponsal del diari alemany Kölnische Zeitung escrigué:
| « | Sófia Peróvskaia testimonia un coratge notable. Les seves galtes conservaven el mateix to rosat i la seva cara, sempre greu, sense la menor traça d'alguna cosa fingida, plena de coratge i sense cap límit real d'autosacrifici. Els seus ulls eren clars i tranquils, no hi havia cap ombra d'afecció. | » |

La seva execució pública tingué lloc el Divendres Sant, 3 d'abril del 1881, al pati d'armes del regiment Semionovski davant d'una gernació de 100.000 persones. L'altra dona condemnada, Jessica Helfmann, en estar embarassada, va escapar a l'execució, però morí alguns mesos més tard.
El seu germà Vassili Perovski, membre del Cercle de Txaikovski, serà deportat uns mesos i després posat sota vigilància policial directa durant diversos anys. A diferència de la seva germana, Vassili era partidari de l'orientació socialdemòcrata, i rebutjava els mètodes violents de canvi social. El 1927, publicarà un llibre sobre la seva germana titulat Els records de la meva germana, Sófia Peróvskaia, publicat per les edicions de l'estat. Vassili és l'avi de l'escriptora russa Olga Peróvskaia.
L'escriptor rus Lev Tolstoi la comparà, quant al seu perfil ideològic, polític i heroic, a Joana d'Arc.
Alguns dies més tard, el nou emperador Alexandre III de Rússia farà publicar el Manifest del 29 d'abril de 1881, que referma la legitimitat de l'autocràcia.

## A les arts
El 1967, Leo Arnxtam va realitzar el film en blanc i negre Sofiya Perovskaya.

### Iconografia
- Flavio Costantini, Sófia Peróvskaia, en línia Arxivat 2016-03-03 a Wayback Machine..